# ميلان دولينسكي
ميلان دولينسكي، من مواليد 14 يوليو 1935، لاعب كرة قدم تشيكوسلوفاكي سابق. لعب مع منتخب تشيكوسلوفاكيا لكرة القدم 10 مباريات وسجل 5 أهداف.

## روابط خارجية
- ميلان دولينسكي على موقع الاتحاد الأوربي (الإنجليزية)
- ميلان دولينسكي على موقع قاعدة بيانات كرة القدم.إي يو (الإنجليزية)
- ميلان دولينسكي على موقع ناشيونال فوتبول تيمز (الإنجليزية)
- ميلان دولينسكي على موقع عالم كرة القدم.نت (الإنجليزية)